# Александра Црвендакић
Александра Црвендакић (Лозница, 17. март 1996) јесте српска кошаркашица и репрезентативка Србије. Игра на позицији крилног центра.

## Каријера
Своје прве кошаркашке кораке је направила у Лозници са девет година. У последњој полусезони у дресу Лознице бележила је дабл-дабл учинак у просеку и то са свега 15 година што није промакло људима из Црвене звезде који су је убрзо довели у клуб. За клуб је заиграла од јануара 2012. године. У првој полусезони бележила је 9,7 поена у лигашком делу и 10,3 у плеј-офу. Следеће сезоне је имала учинак од 11 поена по мечу на 29 утакмица у свим такмичењима, а Црвена звезда је стигла до четвртог места у плеј-офу, које јој је донело пласман у регионалну лигу. У сезони 2013/14. Црвена звезда је освојила друго место у регионалној лиги, а Александра је остварила учинак од 14,6 поена, шест скокова, три асистенције и 1,6 украдених лопти у 14 утакмица. На избору за најбољу младу кошаркашицу Европе у 2013. години је заузела седмо место, а следеће године је на истом избору била четврта. Од маја 2014. године је играчица мађарског Шопрона. Са Шопроном је априла 2016. освојила првенство Мађарске.

## Репрезентација
Са млађим селекцијама Србије је учествовала на бројним такмичењима на којима је бележила веома добре партије. На Европском првенству до 18 година у Вуковару и Винковцима 2013. године, освојила је бронзану медаљу и била је други стрелац, скакач и асистент турнира са 16,1 поеном, 10,9 скокова и 4,5 асистенција по утакмици.
На Европском првенству до 20 година 2016. године у Португалији, селекција Србије је поражена у утакмици за треће место од Русије, Александра је изабрана у идеалну петорку првенства. Исте године, остварила је историјски успех са репрезентацијом освојивши бронзану медаљу на Олимпијским играма у Рио де Жанеиру.
Са репрезентацијом Србије освојила је златну медаљу на Европском првенству 2021. године одржаном у Француској и Шпанији.

## Награде
- Српска кошаркашица године: 2018,[11][12] 2023.